# Piesenkopfmoore
Piesenkopfmoore este o arie protejată (arie specială de conservare — SAC, sit de importanță comunitară — SCI) din Germania întinsă pe o suprafață de 781,49 ha, integral pe uscat.

## Localizare
Centrul sitului Piesenkopfmoore este situat la coordonatele 47°25′00″N 10°08′20″E / 47.4167°N 10.1389°E.

## Înființare
Situl Piesenkopfmoore a fost declarat sit de importanță comunitară în martie 2001 pentru a proteja 3 specii de animale. Situl a fost protejat și ca arie specială de conservare în aprilie 2016.

## Biodiversitate
Situată în ecoregiunea alpină, aria protejată conține 15 habitate naturale: Pajiști alpine și boreale, Pajiști boreale și alpine pe substrat silicios, Pajiști alpine și subalpine calcaroase, Liziere de ierburi înalte hidrofile de câmpie și de nivel montan până la alpin, Turbării active, Mlaștini turboase de tranziție și turbării mișcătoare, Depresiuni pe substraturi de turbă de Rhynchosporion, Izvoare petrifiante cu formare de travertin (Cratoneurion), Mlaștini alcaline, Formațiuni pioniere alpine de Caricion bicoloris-atrofuscae, Păduri de fag subalpine medio-europene cu Acer și Rumex arifolius, Păduri pe pante, grohotișuri și ravene de Tilio-Acerion, Mlaștini împădurite, Păduri aluvionare cu Alnus glutinosa și Fraxinus excelsior (Alno-Padion, Alnion incanae, Salicion albae), Păduri acidofile de Picea de la nivel montan la nivel alpin (Vaccinio-Piceetea).
La baza desemnării sitului se află mai multe specii protejate de  păsări (3): cocoșul de mesteacăn (Bonasa bonasia), cocoșul de mesteacăn (Tetrao tetrix tetrix),  cocoș de munte (Tetrao urogallus).